# Догра Магра
Догра Маґра або Мозкове пекло (ドグラ・マグラ, Dogura Magura ) — детективний роман, який вважається шедевром японського письменника Юмено Кюсаку. Опублікований у 1935 році роман входить до «трьох великих детективних романів» Японії разом із «Вбивствами в особняку Чорної смерті» Мушітаро Огурі та «Жертва Порожнечі» Хідео Накаї. В 1988 році за романом був знято однойменний фільм.

## Назва
Оригінальне значення «Догра Магра(Мозгове пекло)» є фраза на діалекті регіону Нагасакі, що стосується уявлення християн, священиків. Також вона може мати значення «збентежений, розгублений».

## Історія
У 1926 році Юмено Кюсаку почав писати роман про психічно хворих «Лікування безумця». Майже через 10 років, в січні 1935 року, роман вийшов під назвою «Догра Маґра». Юмено помер через рік після його публікації.

## Сюжет
Підліток Ґо Ічіро прокидається в психіатричній лікарні та виявляє, що він забув, хто він такий. Професор Вакабаяші з Імперського університету Кюсю розповідає підлітку, що він замішаний у дивній справі про вбивство, і що він усе зрозуміє, якщо відновить свою пам’ять. Потім він дає йому статтю про психологічну генетику та звіт про розслідування вбивства від іншого професора психіатрії, професора Масакі, в надії, що це допоможе йому відновити пам'ять. Прочитавши, підліток виявив, що причина вбивства пов’язана з «психологічною спадковістю», яку вивчав професор Масакі, а причиною всьому став загадковий сувій. 

## Конструктивні особливості
Структура цієї книги відрізняється від структури звичайних романів, які поділені на кілька розділів. Немає явних поділів між усіма сюжетами, змінами сцен і навіть спогадами героїв.  Його часто класифікують як «детективний роман», але оскільки він відхиляється від шаблону, додають до японського жанру «антимістерія», бо він хоч й протистоїть основним канонам містичного роману, є послідовним прикладом цього жанру.  У романі є велика кількість цитованих текстових нарисів, віршів. 
Кажуть, що в одному прочитанні важко зрозуміти правду і зміст твору, але багато читачів здаються на півдорозі через його складний, божевільний і важкий зміст і структуру. Також часто кажуть, що «Той, хто прочитає цю книгу від початку до кінця, неодмінно хоча б раз стане психічно нестабільним».  У 1977 році японський письменник-містик  Йокомізо Сейсі сказав, що після прочитання «Мозкового пекла» він відчув туман і хотів покінчити життя самогубством. 

## Фільм
У 1988 році в Японії, режисером Тошіо Мацумото, був створено фільм «Мозкове пекло», де Йоджі Мацуда зіграв головного героя Ґо Ічіро.